# Sergej Vasiljevič Pavlov
Sergej Vasilijevič Pavlov (rusky Се́ргей Васи́льевич Па́влов), narozen 4. října 1896 na kozácké stanici Krasnodoněckaja, oblast Donského vojska - zemřel 17. června 1944 poblíž městečka Novogrodek, okupované Bělorusko, byl ruský vojenský velitel, letec a ataman kozáckého vojska.

## Mládí
Narodil se 4. října 1896 v důstojnické rodině donských kozáků. Vojenskou dráhu započal v Prvním donském kadetském sboru a v roce 1914 pokračoval studiem na Nikolajevské jezdecké škole (rusky Николаевское кавалерийское училище). Tuto ukončil v roce 1915 a byl odeslán na frontu.

## První světová válka
Válečnou službu začal jako praporčík (rusky Хорунжий) u 47. donského kozáckého pluku. V roce 1916 byl odveden do pilotní školy a jako důstojník letectva sloužil až do konce první světové války. Během první světové války bojoval v sestavě Jihozápadního frontu. Za odvahu v bitvách byl vyznamenán Křížem svatého Jiří.

## Ruská občanská válka
Po Říjnové revoluci se vrátil na Don, kde se připojil k oddílu protibolševických partyzánů. V bojích byl těžce raněn a zotavoval se v kozácké stanici Konstantinovskaja. 
V Ruské občanské válce bojoval na straně bílých. Do řad Donského vojska se zapojil ihned po všeobecném povstání donských kozáků na jaře 1918. Podílel se na obsazení Novočerkasska. V hodnosti esaula velel obrněnému vlaku a sloužil u kozáckého letectva. 
V březnu 1920 na něj nezbylo místo při evakuaci z přístavu Novorossijsk. Občanskou válku ukončil jako plukovník.

## Život v SSSR
Protože mu ze strany bolševiků hrozila smrt, musel změnit jméno a skrývat se. Získal dokumenty na jméno Sergej Pavlov a pracoval jako účetní nebo technický kreslič.
V roce 1921 byl sovětskými bezpečnostními orgány zatčen jeho otec, který pak ve věznici zemřel. V roce 1936 byl zatčen sovětskou policí, ale nebyl identifikován, a proto byl následně propuštěn.
Podařilo se mu v roce 1939 pod cizím jménem dálkově vystudovat technickou školu stavebního inženýrství a pracoval na stavbách okolo města Novočerkassk. Pracoval také v lokomotivce v Novočerkassku, kde se stal zakladatelem podzemní protisovětské organizace Štáb osvobození Donu. 

## Druhá světová válka
Od začátku války na východě kolem sebe soustřeďoval odpůrce sovětské moci a při obsazení města Novočekassk německou armádou v roce 1942 již velel ozbrojenému kozáckému oddílu. Na okupovaném území Donu byl v roce 1942 zvolen polním atamanem a byl aktivním členem kozácké samosprávy. 12. listopadu 1942 vydává ve městě Novočerkassk Prohlášení Vojska donského, které deklaruje spojenectví s Třetí říší a ozbrojený boj proti sovětské moci. Do konce roku 1942 zformoval Plastunskou setninu a následně 1. Donský kozácký pluk.
Pod tlakem ofenzívy Rudé armády probíhal v únoru 1943 ústup kozáckých formací pod jeho velením. Boje na západní hranici Donského vojska chránily ustupující kozácké rodiny před sovětskou armádou. 13. února 1943 opustil Novočerkassk spolu s posledním protisovětským kozáckým útvarem a následně se účastnil obrany na řece Mius. Po ukončení ústupových bojů mu byla podřízena všechna registrační místa pro kozácké uprchlíky u městečka Proskurova.
V dubnu 1943 se ve štábu plukovníka Pavlova konalo jednání, jehož výsledkem bylo úspěšné  sjednocení roztříštěných kozáckých útvarů po ústupu před Rudou armádou. To vedlo k posílení jeho autority a velitelského postavení. Posléze pod jeho vedením byly zformovány další kozácké útvary. Vzhledem k jeho postavení, bylo mu podřízeno 18 000 kozáků včetně civilistů, byl pochopitelně cílem operací sovětské rozvědky, která se snažila k němu vyvolávat nedůvěru a zasévat spory mezi kozáky. Aktivity sovětských rozvědčíků vůči němu však německému velení potvrdilo správnost podpory jeho vůdčího postavení v rámci Kozáckého stanu.
Přesto však intriky mezi kozáky došly sluchu Němců, a proto byl 13. dubna 1943 vyšetřován pro zneužití pravomocí a porušování kozáckých práv německými vojenskými úřady. Tato obvinění se nepotvrdila a vyšetřování bylo zastaveno. Německé týlové velitelství čerpající ze zpráv zevnitř kozáckých útvarů ho však ve spise OKH ze dne 5. října 1943 hodnotilo jako nevyhovujícího pro štábní službu, protože má špatné charakterové vlastnosti a své rivaly odstraňuje za použití všech prostředků. Zdrojem těchto zpráv a strůjcem intrik byl pravděpodobně T. I. Domanov.
Deklarací ze dne 10. listopadu 1943, také díky činnosti Pavlova a jeho bojovým výsledkům, byly kozácké útvary uznány Třetí říší za spojenecké armády. Prohlášení nese za německou stranu podpisy maršála Keitela a ministra Rosenberga.
Po ústupu na západ byli kozáci v březnu roku 1944 usídleni poblíž Sandoměře. 13. března 1944 byl Pavlov jmenován členem Hlavní správy kozáckých vojsk a uznána jeho hodnost jako plukovníka kozáckých vojsk. Vojenské jednotky pod jeho velením se účastnily protipartyzánských operací v okupovaném Bělorusku, zejména jde o operaci Svátky jara. 
Byl zavražděn 17. června 1944. O jeho smrti existují dvě verze: 
1. T. I. Domanov uváděl, že byl zastřelen omylem příslušníky policie Běloruské lidové sebeobrany (bělorusky Беларуская народная самапомач), kteří zahájili palbu, neboť jeho útvar mylně považovali za partyzány převlečené do německých stejnokrojů. Pavlov jedoucí na čele hlídky byl zastřelen[2].
2. Podle vyšetřování SD se události kolem jeho smrti uskutečnily jinak. Ráno 17. června 1944 byl ohlášen útok partyzánů na kozáky. Ataman Pavlov se svým náčelníkem štábu T. I. Domanovem vyrazil na hlášené místo útoku. Byl zastřelen ve vzdálenosti 1,5 km od místa střetnutí s partyzány z automatické pistole, což prokázala pitva. Jeho vrahem byl osobní pobočník D. V. Bogačev[pozn. 5], který byl odhalen jako příslušník GPU[1].

V té době se také přiblížila fronta, proto kozáci vykopali rakev s ostatky S. V. Pavlova a na ústupu do Polska je zakopali na neznámém místě. Po své smrti byl povýšen na generálmajora wehrmachtu.

Bývalý úředník Ministerstva pro okupovaná východní území (německy Reichsministerium für die besetzten Ostgebiete) Eduard Radtke ho charakterizoval následujícími slovy:
"Byl dynamickou osobností, jako letec si zvykl rychle se rozhodovat, ... ale impulzivní rozhodování není vhodné pro atamanskou funkci... Zahynul svou neopatrností... Byl skutečně čestným člověkem."